# Cynthia Barboza
Pour les articles homonymes, voir Barboza.
Cynthia Barboza est une ancienne joueuse de volley-ball américaine née le 7 février 1987 à Bellflower (Californie). Elle mesure 1,83 m et jouait au poste de réceptionneuse-attaquante. Elle a totalisé 191 sélections en équipe des États-Unis.

## Clubs
| Club                | De        | À         |
| ------------------- | --------- | --------- |
| Stanford University | 2005-2006 | 2007-2008 |
| Toray Arrows        | 2009-2010 | 2009-2010 |
| Dinamo Krasnodar    | 2010-2011 | 2010-2011 |
| Universal Modena    | 2011-2012 | 2011-2012 |
| Oufimotchka Oufa    | 2012-2013 | 2012-2013 |

## Palmarès

### Équipe nationale
- Grand Prix mondial
  - Vainqueur : 2010, 2012.
- Coupe du monde
  - Finaliste : 2011.
- Coupe panaméricaine
  - Finaliste : 2004.

### Clubs
- Championnat du Japon
  - Vainqueur : 2010.